# La Portellada
La Portellada is een gemeente in de Spaanse provincie Teruel in de regio Aragón met een oppervlakte van 21,37 km². La Portellada telt 240 inwoners (1 januari 2016).

## Demografische ontwikkeling
Bron: INE, 1857-2011: volkstellingen